# Ulmiz
Ulmiz ist eine politische Gemeinde im Seebezirk (französisch: District du Lac) des Kantons Freiburg in der Schweiz. Der französische Name der Gemeinde lautet Ormey.

## Geographie
Ulmiz liegt auf 494 m ü. M., 7 km östlich des Bezirkshauptortes Murten (Luftlinie). Das Haufendorf erstreckt sich in der Talmulde der Biberen, im Molassehügelland des nördlichen Freiburger Mittellandes.
Die Fläche des 2,9 km² grossen Gemeindegebiets umfasst einen Abschnitt der vom eiszeitlichen Rhonegletscher überformten Molassehöhen zwischen dem Grossen Moos im Nordwesten und dem Saanetal im Osten. Das Gebiet wird von Süden nach Norden von der Biberen in einer flachen Talmulde durchquert. Östlich des Tals reicht die Gemeindefläche auf die Höhen des Wannerenwaldes, Chrüzfeld, Hubel und Eigen (alle um 530 m ü. M.); im Süden gehört auch das Tannholz zu Ulmiz. Nach Westen erstreckt sich der Gemeindeboden auf das angrenzende Plateau des Galmfelds (mit 555 m ü. M. der höchste Punkt von Ulmiz), an den Rand des Galmwalds und in den Berleidwald (552 m ü. M.). Die nordwestliche Grenze verläuft im Tal des Dorfbachs von Lurtigen. Von der Gemeindefläche entfielen 1997 6 % auf Siedlungen, 25 % auf Wald und Gehölze und 69 % auf Landwirtschaft.
Zu Ulmiz gehört der südliche Teil des Weilers Chäppelimatt sowie einige Einzelhöfe. Nachbargemeinden von Ulmiz sind Murten, Gurmels und das keiner Gemeinde zugehörige Gebiet Staatswald Galm im Kanton Freiburg sowie Kriechenwil und Ferenbalm im Kanton Bern.

## Bevölkerung
Mit 425 Einwohnern (Stand 31. Dezember 2023) gehört Ulmiz zu den kleinen Gemeinden des Kantons Freiburg. Von den Bewohnern sind 96,7 % deutschsprachig, 2,5 % französischsprachig, und 0,3 % sprechen Albanisch (Stand 2000). Die Bevölkerungszahl von Ulmiz belief sich 1900 auf 420 Einwohner. Im Verlauf des 20. Jahrhunderts nahm die Bevölkerung durch starke Abwanderung bis 1980 um fast 40 % auf 262 Personen ab. Seither wurde wieder ein deutliches Bevölkerungswachstum verzeichnet.

## Wirtschaft
Ulmiz war bis in die zweite Hälfte des 20. Jahrhunderts ein vorwiegend durch die Landwirtschaft geprägtes Dorf. Noch heute haben der Ackerbau, der Obstbau und die Viehzucht einen wichtigen Stellenwert in der Erwerbsstruktur der Bevölkerung. Weitere Arbeitsplätze sind im lokalen Kleingewerbe und im Dienstleistungssektor vorhanden, unter anderem in einem Betrieb für Verfahrenstechnik sowie in einem Möbel- und einem Sportgeschäft. In den letzten Jahrzehnten hat sich das Dorf auch zu einer Wohngemeinde entwickelt. Viele Erwerbstätige sind deshalb Wegpendler, die hauptsächlich in den Regionen Murten und Kerzers sowie in der Agglomeration Bern arbeiten.

## Verkehr
Die Gemeinde ist verkehrsmässig gut erschlossen, obwohl sie abseits der grösseren Durchgangsstrassen an einer Verbindungsstrasse von Kerzers nach Gurmels liegt. Der nächste Anschluss an die Autobahn A1 (Bern-Lausanne) befindet sich rund 5 km vom Ortskern entfernt. Durch den Postautokurs, der von Kerzers nach Düdingen verkehrt, ist Ulmiz an das Netz des öffentlichen Verkehrs angebunden.

## Geschichte
Die erste urkundliche Erwähnung des Ortes erfolgte 1200 als Hulmeis, 1250 erfolgte eine Nennung unter dem Namen Ulmitz in der Bedeutung von Ulmenhain. Von 1390 ist die französische Version Ormeis überliefert. Seit dem Mittelalter gehörte Ulmiz zur Herrschaft Murten, welche unter savoyischer Oberhoheit stand. 1475 gelangte das Dorf als Teil der Landvogtei Murten unter die gemeinsame Verwaltung der Stände Bern und Freiburg. Am Abend des 21. Juni 1476, dem Tag vor der Schlacht bei Murten, richteten die Eidgenossen ihr Nachtlager bei Ulmiz ein.
Nach dem Zusammenbruch des Ancien Régime (1798) kam Ulmiz an den Kanton Freiburg. Während der Helvetik und der darauf folgenden Zeit gehörte es zum Distrikt Murten, bevor es 1848 mit der neuen Kantonsverfassung in den Seebezirk eingegliedert wurde.
1926 fiel bei Ulmiz ein 76,5 Gramm schwerer Steinmeteorit und wurde als L-Chondrit klassifiziert.

## Sehenswürdigkeiten
Ulmiz besitzt ein gut erhaltenes Ortsbild mit charakteristischen Häusern aus dem 17. bis 19. Jahrhundert. Dazu gehören das Wirtshaus, das Schulhaus, die Käserei und das Ofenhaus. Die ehemalige Kirche von Ulmiz wurde Mitte des 18. Jahrhunderts abgerissen. Heute gehört die Gemeinde zur Pfarrei Ferenbalm.

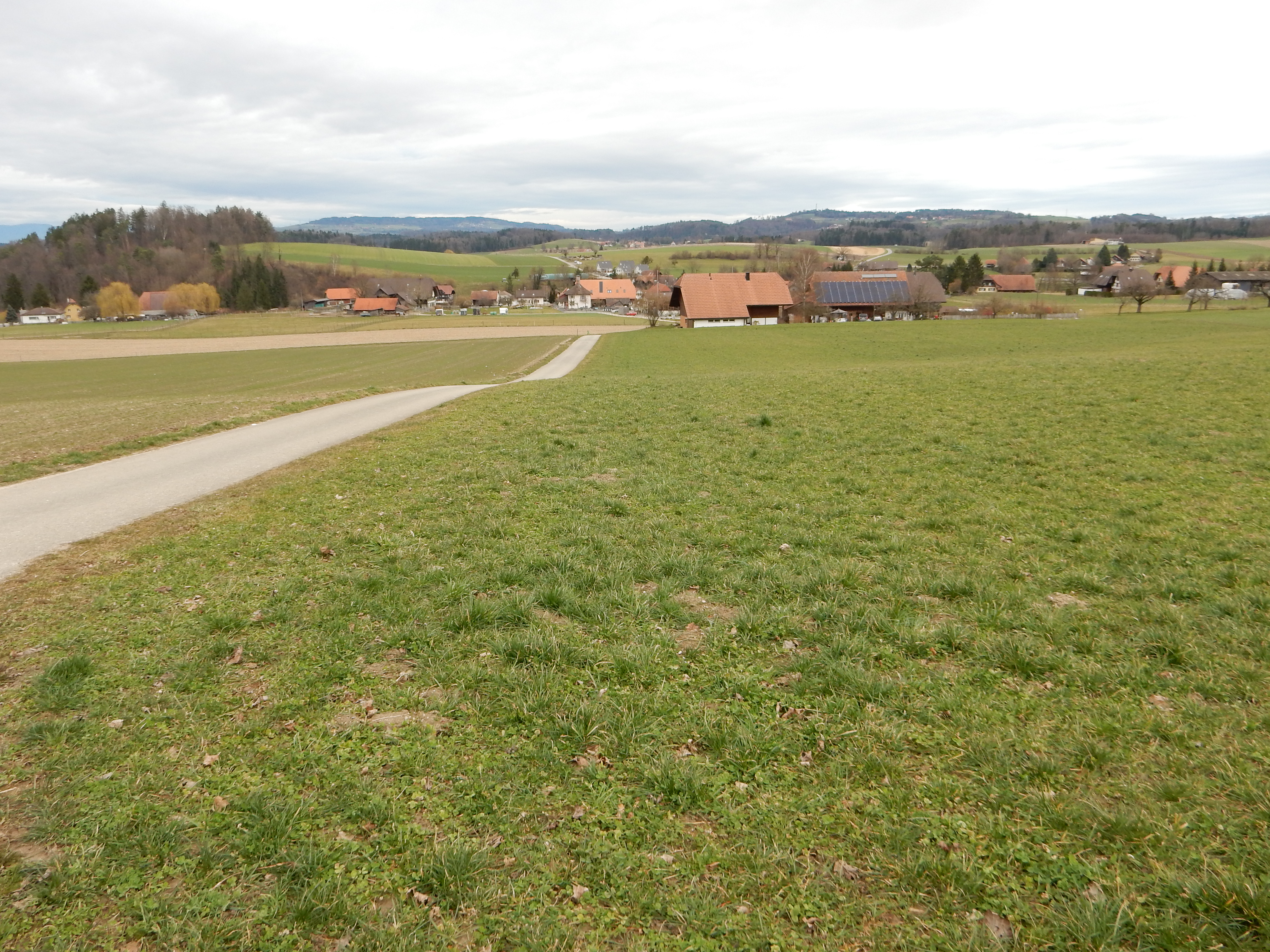
Ulmiz von Westen
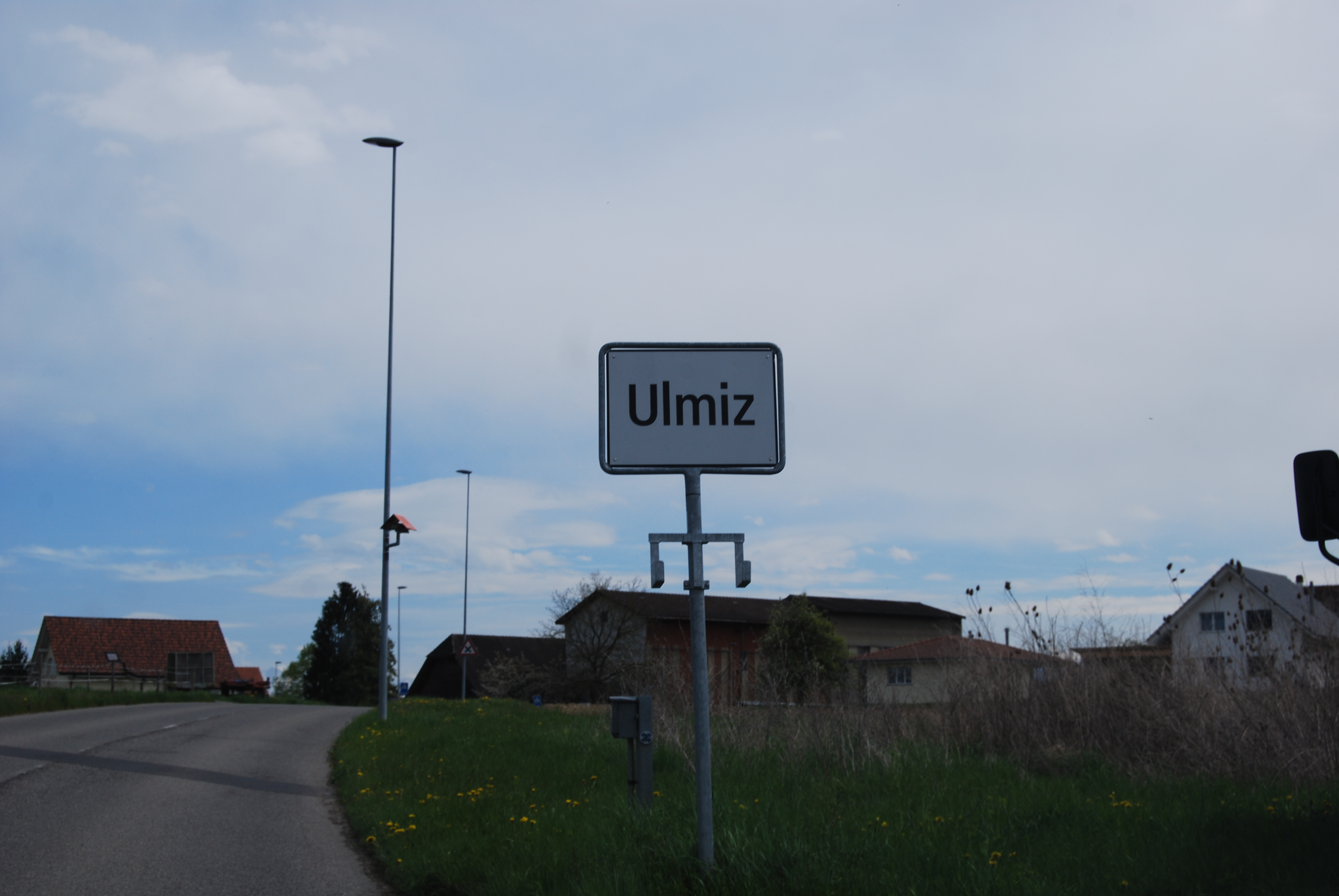
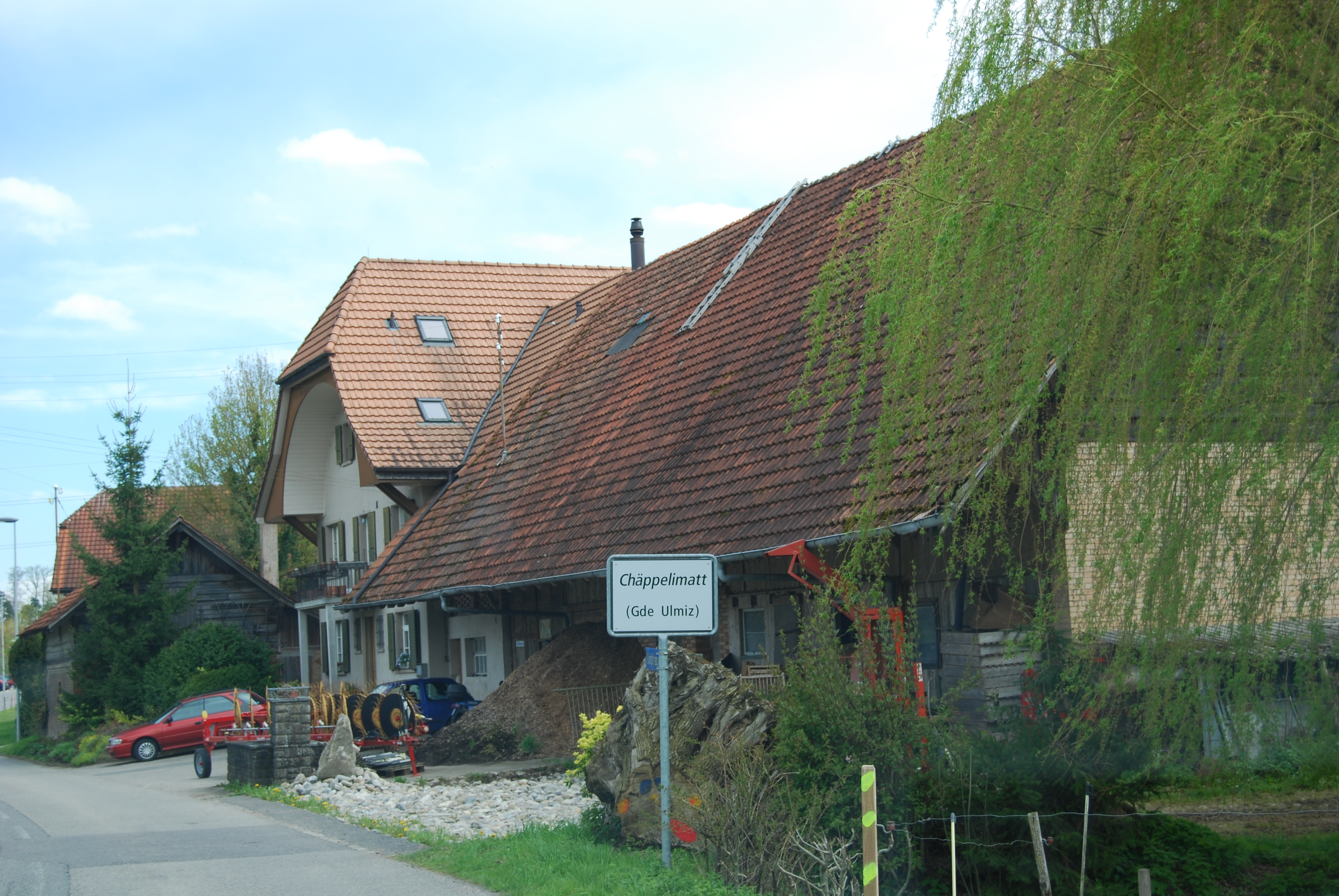
Ortseingang von Chäppelimatt
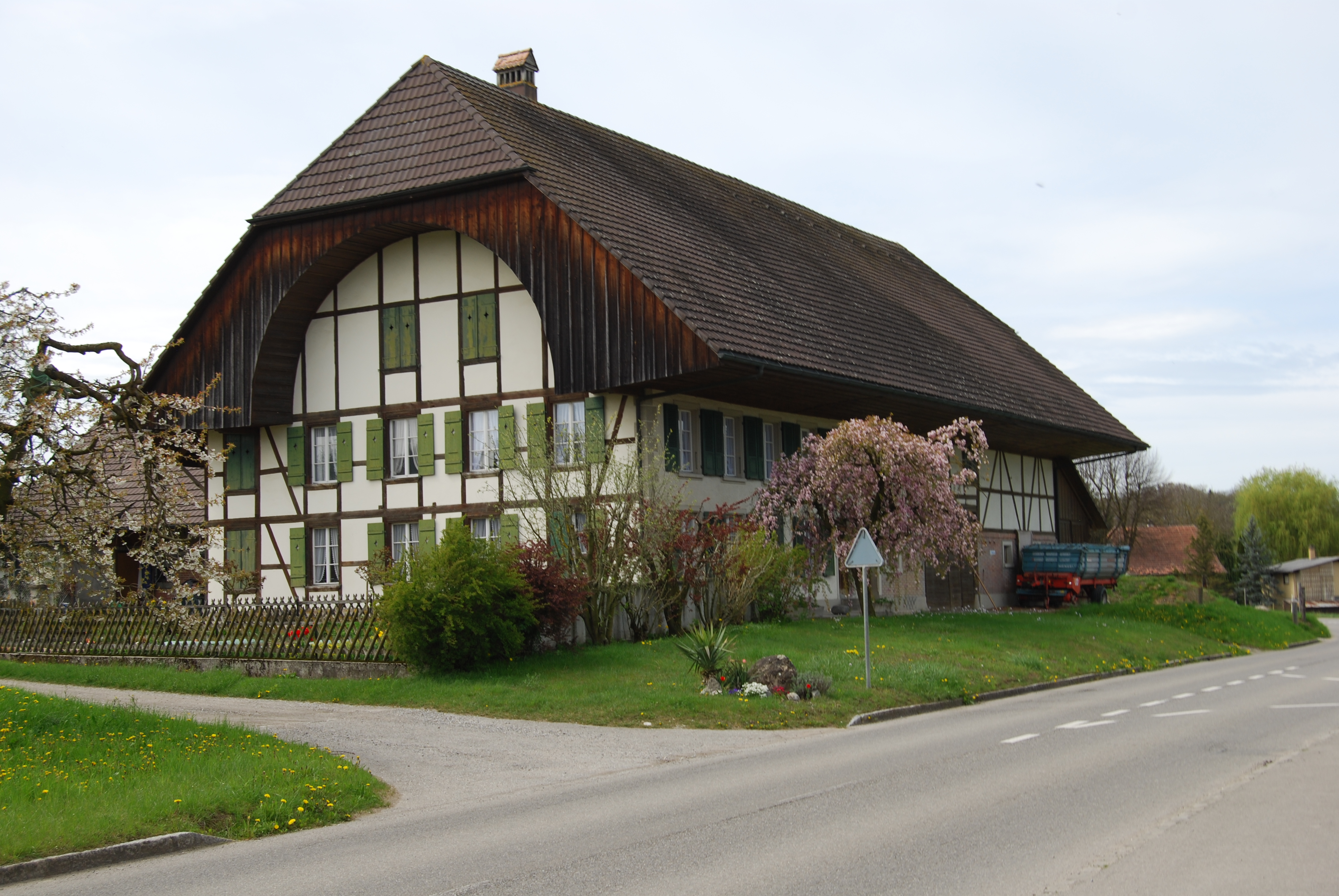
Fachwerkhaus im Zentrum von Ulmiz
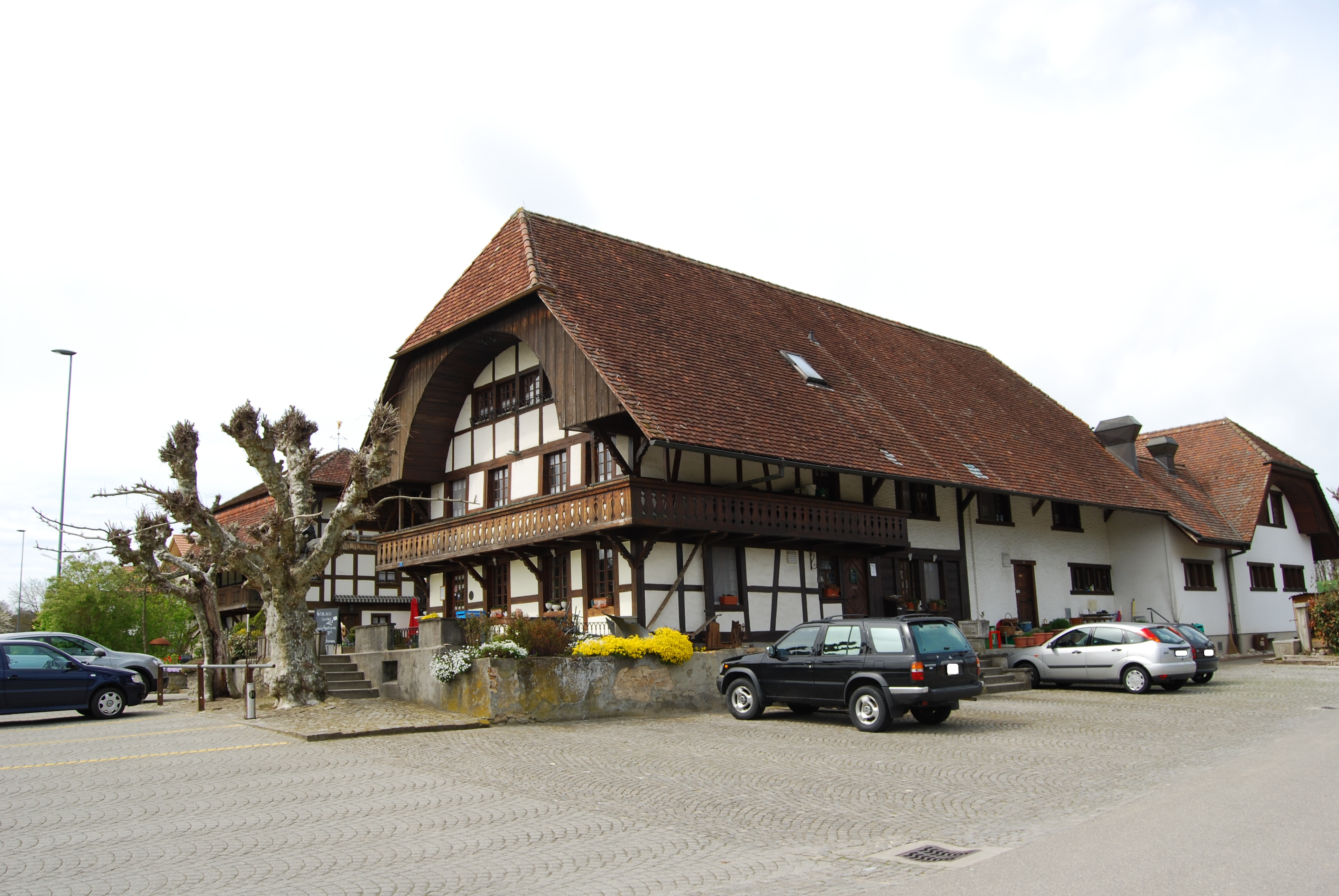
Alte Häuser im Ortszentrum von Ulmiz